# Poiana lui Alexa
Poiana lui Alexa – wieś w Rumunii, w okręgu Vaslui, w gminie Pușcași. W 2011 roku liczyła 343 mieszkańców.